# Cuevas de Batu
Cuevas de Batu (en malayo: Gua Batu) es una colina de piedra caliza, que tiene una serie de cuevas y templos cuevas, situadas en el distrito de Gombak (Selangor), a 13 kilómetros (8 millas) al norte de la ciudad de Kuala Lumpur, Malasia. Toma su nombre del río Batu o Sungai Batu, que fluye más allá de la colina. "Cuevas Batu" es también el nombre de una aldea cercana. 
La cueva es uno de los santuarios hindúes más populares fuera de la India, y está dedicado a Murugan. Es el punto focal de un festival hindú de Thaipusam en Malasia.
Se encuentra ubicada en la estación de metro llamada del mismo nombre Batu Caves, lo cual facilita el acceso a turistas y devotos. 
En el exterior destacan pequeños mausoleos Hindúes y una gran estatua de color dorado de 10 pisos de altura.
Tanto al interior de la cueva como en el exterior se pueden apreciar monos en estado libre.